# Geitoneura klugii
Geitoneura klugii es una especie de mariposa perteneciente a la familia Nymphalidae del orden Lepidopteraque se encuentra en Australia Meridional.
Aunque se camufla fácilmente debido a su parecido con el entorno donde puede encontrarse volando, se puede identificar sobre la base de ciertas características; tiene una envergadura de aproximadamente 38 mm. El lado superior e inferior del ala anterior es negro con manchas parduzcas y contienen un punto negro con un centro blanco. El ala posterior naranja queda resaltada por un borde negro y un ocelo bordeado de negro. La cara inferior del ala posterior varia del gris al marrón y está salpicada de manchas oscuras.

## Dimorfismo sexual y apareamiento
No existe mucha diferencia entre la apariencia del macho y la hembra, con excepción de una banda plateada que se extiende a través del centro de la parte superior de las alas anteriores del macho. Además, las hembras son más pálidas que los machos. Previo al apareamiento, los machos delimitan su territorio sobre o cerca del suelo, para luego esperar la llegada de las hembras o partir en su búsqueda. Las disputas territoriales son frecuentes entre los machos, y se manifiestan con el ascenso en espiral de los mismos. 

## Ciclo vital

### Huevos
Los huevos son blancos o amarillo pálido en las etapas iniciales, y gradualmente viran a una violeta moteado a pocos días de la fertilización. Poseen una base plana y un ápex con una cáscara moderadamente gruesa, que consiste en 14 o 18 estrías. Sin embargo, una vez ocurrido el desove, los huevos permanecen latentes durante el caluroso verano australiano. Las larvas comienzan su desarrollo dentro de los huevos sólo si las lluvias otoñales los humedecen, las temperaturas bajan, o el número de horas de luz disminuye. Una vez que la larva está lista para eclosionar, realiza una incisión parcial en una parte de la cáscara y abandona el huevo. En la mayor parte de los casos la larva se alimenta de la cáscara para nutrir su débil cuerpo. Posteriormente busca zonas de vegetación verde para continuar alimentándose. 

### Larva
In he first stage, the pale grey body of the larva has longitudinal brown lines, a number of black-knobbed hair like structures, a brown head with no horns, and a rear with no fork. In the following stages, the rear develops a fork, the longitudinal lines become green, and the larva itself becomes green. The mature larva is green and about 28 mm long. The feeding habits for the larva extend from winter through early spring. It feeds on grasses like slender tussock-grass, kangaroo grass, and false brome.

### Pupa
Come pupation time, the larvae become yellowish green and the longitudinal lines disappear. The pupa stage lasts for 16 to 29 days during late spring and early summer and decreases during the peak summertime. The pupae are 11–13 mm long and pale gren in colour. They are suspended head downward from a silken pad at their abdomen, called cremaster, either from a log, a foodplant, or a stick.

## Distribución
Geitoneura klugii is found in temperate parts of southern Australia with more than 100 mm of rainfall. They usually reside in cool and damp places with green food availability. They are distributed through southern Queensland, eastern New South Wales, most parts of Tasmania and Victoria, southern Western Australia, and coastal South Australia.